# Tatort: Die Sache Baryschna
Die Sache Baryschna ist eine Folge der ARD-Krimireihe Tatort. Die vom Sender Freies Berlin (SFB) produzierte Episode wurde erstmals am 6. Februar 1994 in der ARD ausgestrahlt. Es handelt sich um den sechsten Tatort mit Kriminalhauptkommissar Franz Markowitz, der diesmal einer Schlepperbande das Handwerk legen will.

## Handlung
Eine Gruppe libanesischer Flüchtlinge soll von einer Schlepper-Organisation über Prag durch Deutschland nach Skandinavien geschleust werden. Bei einem ungeplanten Zwischenaufenthalt in Berlin gibt es ein Handgemenge und zwei der Flüchtlinge sterben. Alle anderen laufen davon und so verlassen auch der Fahrer und sein Bruder den Ort des Geschehens. Sanieba kann von der Polizei aufgegriffen werden, doch sie schweigt über das, was sie erlebt hat.
Kommissar Franz Markowitz erkundigt sich zunächst im nächstgelegenen Flüchtlingsheim beim Geschäftsführer Gehlmann, ob sich dort die Flüchtigen gemeldet hätten. Er will nicht nur den Mördern, sondern auch den Hintermännern der Organisation auf die Spur kommen. Einen Helfer findet er scheinbar in Manfred Buetow, dem Betreiber eines Reisebüros und des Flüchtlingsheims, der sich Markowitz bereitwillig als Dolmetscher zur Verfügung stellt. Sanieba, die einzige Zeugin und Tochter der beiden Toten, schweigt beharrlich, denn sie weiß, dass ihr die Abschiebung droht. Obwohl Markowitz sich für sie einsetzt, versucht sie der Polizei zu entkommen. Da der Kommissar aber damit rechnet, überwacht er sie in der Hoffnung, dass sie ihn zu den Hintermännern führt. Der Plan gelingt und er folgt ihr bis zum Versteck ihrer Landsleute, doch die sind gerade von den Brüdern Martin und Ronny Fila abgeholt worden und schon auf dem Weg ins Ausland. Während Ronny den LKW allein fährt, bleibt sein älterer Bruder Martin in Berlin. Es soll im Auftrag von Gehlmann, der als eigentlicher Drahtzieher zusammen mit Manfred Buetow hinter der Schleusergruppe steckt, Sanieba zum Schweigen bringen, da sie derzeit die Einzige ist, die ihre kleine Organisation noch verraten könnte. Bei dem Versuch zu dem Mädchen vorzudringen, kann Beate Berger Fila stellen und festnehmen. Beim Verhör leugnet er jegliche Beteiligung an dem Menschenhandel, selbst als Markowitz ihm mitteilt, dass kurz hinter der Grenze in dem LKW mit den Flüchtlingen ein Sprengsatz detoniert ist und auch der Fahrer dabei ums Leben gekommen ist, schweigt er. Markowitz muss ihn sogar freilassen, nachdem sich ein Rechtsanwalt eingeschaltet hat.
Sanieba gelingt ein weiteres Mal die Flucht aus dem Polizeigewahrsam, doch dabei läuft sie dem Schleuser Gehlmann unmittelbar in die Arme. Der besorgt ihr umgehend einen falschen Pass und bringt sie zum nächsten Flugzeug nach Kanada. Sanieba überlegt es sich jedoch anders und fliegt nicht.
Markowitz fallen inzwischen Ungereimtheiten in dem Flüchtlingsheim von Manfred Buetow auf. Er fährt mit Pohl zu ihm und kommt gerade dazu, als Martin Fila dessen Wohnung verlassen will. Da dieser beim Anblick der Polizisten sofort seine Waffe ziehen will, schlägt Markowitz ihn nieder und Pohl legt ihm Handschellen an. Als sie in der Villa nachsehen, finden sie Gehlmann tot am Boden und Manfred Buetow sitzt geschockt im Sessel. Markowitz hat auch ihn durchschaut, doch fehlen ihm stichhaltige Beweise gegen ihn. Unerwartet taucht Sanieba auf dem Präsidium auf und ist endlich bereit, gegen Buetow auszusagen.

## Hintergrund
Die Dreharbeiten erfolgten in Berlin.

## Rezeption

### Einschaltquoten
Die Sache Baryschna erreichte bei seiner Erstausstrahlung am 6. Februar 1994 insgesamt 8,57 Mio. Zuschauer, was einem Marktanteil von 24,3 Prozent entsprach.

### Kritiken
TV Spielfilm meint anerkennend: „Günter Lamprecht verleiht dem Fall eine sympathisch menschliche Note.“ Dieser Tatort sei eine „Menschliche Tragödie im Krimigewand“.